# Anthophora auripes
Anthophora auripes är en biart som beskrevs av Morawitz 1886. Anthophora auripes ingår i släktet pälsbin, och familjen långtungebin. Inga underarter finns listade i Catalogue of Life.